# Bolesław Londyński
Bolesław Londyński ps. B. L. Kalina, Bruno Las, Guci, Mieczysław Rościszewski, Samotnik z Podlasia (ur. 5 stycznia 1855 w Radzyniu Podlaskim, zm. 30 września 1928 w Poznaniu) – polski pisarz literatury popularnej, autor bajek dla dzieci oraz tłumacz (przełożył m.in. „Cyrano de Bergeraca” oraz jako pierwszy „Zbrodnię i karę”). 

## Życiorys
Urodził się w 1855 roku w Radzyniu Podlaskim, syn Romana Ludwika Londyńskiego i Eleonory Józefy Julii Rościszewskiej. Studiował w Petersburskim Instytucie Technologicznym oraz w Instytucie Gospodarstwa Wiejskiego i Leśnictwa w Puławach. Debiutował jako tłumacz w 1874 roku na łamach Kłosów. W 1880 lub w 1883 roku zamieszkał w Warszawie. Był niezwykle płodnym poetą i tłumaczem, jednakże był nisko oceniany przez krytykę. Wiktor Gomulicki napisał przerzuca się on od bezcelowego żartu do niewyraźnej satyry, od płaskiej pospolitości do przesadnego patosu. Jako pierwszy przetłumaczył „Zbrodnię i karę” (1887) oraz niektóre wiersze Alfreda de Musseta (1890).  Opublikowany w 1898 roku przekład „Cyrano de Bergeraca” Edmonda Rostanda, mimo że bardzo popularny został bardzo nisko oceniony przez krytykę.  Od 1901 roku rozpoczął pisanie popularnych poradników wydawanych głównie pod pseudonimem Mieczysław Rościszewski. Od około 1909 roku przeprowadził się do Lipska. W latach 1910–1920 pisał dla mniej wyrobionego czytelnika popularne kompilacje na dowolne tematy. Po 1920 roku przeniósł się do Poznania. Przełożył Baśnie braci Grimm oraz sam napisał kilkanaście książeczek dla dzieci. W 1926 roku po złamaniu nogi nie powrócił już do zdrowia, zmarł w 1928 roku w przytułku przy ulicy Bydgoskiej w Poznaniu. 

## Znane prace

### Liryka
- Poezje[4]
- Wybór deklamacyj i monologów. Zeszyt I.[5]
- Wybór deklamacyj i monologów. Zeszyt II.[6]

### Proza

#### Baśnie
- August zbawcą[7]
- Bajki, baśnie i legendy ludowe na tle przyrodniczem[8]
- Bajki słowiańskie[9]
- Błędny ognik
- Czapka-niewidka
- Frankowe szczęście
- Historja małej Nefry i jej ulubieńca Pepa
- Jelonek
- Jutrzenka
- Kocham i cierpię!
- Pani Kanapka czyli burza w Pacanowie
- Podrzutek
- Tryumf słońca

### Przekłady
- Cyrano de Bergerac
- Kopciuszek – bracia Grimm
- Ubogi i bogaty – bracia Grimm